# Nitro Records
Nitro Records – niezależna amerykańska wytwórnia płytowa utworzona i prowadzona przez Dextera Hollanda (wokalista i założyciel The Offspring) i Grega Kriesela (basista tego samego zespołu). Wytwórnia rozpoczęła swoją działalność w 1995 roku.
Wytwórnia  doprowadziła do sukcesu wiele zespołów punkowych, zwłaszcza AFI z ich albumem The Art Of Drowning (2000). Wydała również albumy klasycznych zespołów punkowych, m.in. The Damned i TSOL. Wytwórnię wykorzystał też The Offspring do ponownego wydania swojego debiutanckiego albumu, sześć lat po wydaniu go przez Nemesis Records.
Obecnie Nitro odbudowuje się dzięki nowej liście zespołów, które bardziej pasują do stylu melodyjnego punka The Offspring, niż raczej do obecnych trendów przyjaznego dla radia pop punka i screamo.
W 2002 roku Nitro wydała kompilację Punkzilla zawierającą utwory AFI, The Offspring, TSOL, The Scandals, Divit, The Damned, Bodyjar, Rufio, Stavesacre, Ensign, Guttermouth, Original Sinners, Son of Sam i The Turbo AC's.

## Aktualni[kiedy?]artyści
- The Aquabats
- A Wilhelm Scream
- The Damned
- Hit the Switch
- No Trigger

## Byli artyści
- 30FootFall
- AFI
- Bodyjar
- Bullet Train to Vegas
- Crime in Stereo
- Divit
- Don't Look Down
- Enemy You
- Ensign
- Exene Cervenka i Original Sinners
- Guttermouth
- Jugg's Revenge
- The Letters Organize
- Lost City Angels
- Much The Same
- The Offspring (tylko ponowne wydania płyt)
- One Hit Wonder
- Rufio
- Sloppy Seconds
- Son of Sam
- TheSTART
- Stavesacre
- TSOL
- The Turbo A.C.'s
- Up Syndrome
- The Vandals